# Live from Death Row
Live from Death Row, publicada en mayo de 1995, es una memoria de Mumia Abu-Jamal, periodista y activista estadounidense de Filadelfia, Pensilvania, condenado a muerte por el asesinato de un oficial de policía de la ciudad. Escribió el libro mientras estaba en el corredor de la muerte. Abu-Jamal siempre ha mantenido su inocencia. Su sentencia fue conmutada a cadena perpetua sin libertad condicional después de haber estado detenido durante 29 años en el corredor de la muerte. Los editores de Addison-Wesley pagaron a Abu-Jamal un adelanto de 30,000 dólares por el libro.
Maureen Faulkner, la viuda de Daniel Faulkner, el oficial de policía de Filadelfia asesinado por el que Abu-Jamal fue condenado, alquiló un avión para volar sobre la sede de la editorial, mientras mostraba un cartel que decía "Addison-Wesley apoya a un asesino de policías". Esta exhibición promovió un boicot a Addison-Wesley por la Orden Fraternal de la Policía. Pero los ensayos de Abu-Jamal fueron finalmente publicados. La Radio Pública Nacional se retiró de un acuerdo para difundir la lectura de algunos de sus trabajo All Things Considered, debido a la presión de la Orden Fraternal de Policía y del senador Bob Dole. Abu-Jamal se refirió a este incidente con el título de su libro del año 2000, All Things Censored.

## Contexto
Abu-Jamal explora muchos acontecimientos históricos importantes relacionados con la situación de los negros en América. Utilizando numerosas referencias a la ley y los casos judiciales, demuestra que la sentencia Dred Scott sigue siendo relevante en las relaciones raciales y cree que los negros aún están lejos de ser libres según la situación referida por Nelson Mandela. Expresa su disgusto por la inclinación conservadora de William Rehnquist y el disenso "Rehnquistiano" de Sandra Day O'Connor en Penry v. Lynaugh, que permite la ejecución de los discapacitados intelectuales. Hace referencia a lo obviado por Lewis Powell sobre la evidencia estadística de discriminación racial en la pena capital del caso McCleskey v. Kemp y su disentimiento en el que afirma que "la reclamación de McCleskey, llevada a su conclusión lógica, pone en tela de juicio los principios que subyacen a nuestro sistema de justicia penal" . También menciona el voto de Harry Blackmun en Gregg v. Georgia, que dictaminó que la pena de muerte era constitucional. Abu-Jamal señala que Blackmun cambió de opinión; En la sentencia Callins c. Collins, el juez declaró que "a partir de hoy no volveré a manipular la maquinaria de la muerte ... Me siento obligado moral e intelectualmente a admitir que el experimento sobre la pena de muerte ha fracasado".
Como ex Pantera Negra, Abu-Jamal recuerda algunas de sus experiencias pasadas con la organización tales como su papel como guardaespaldas de Huey P. Newton en una ocasión particular, a quien considera un héroe; la disputa entre los miembros de la costa oeste dirigidos por Newton y la costa este de Eldridge Cleaver y, en última instancia, su declive. Relata su protesta durante un mitin de George Wallace con otros tres adolescentes negros, las palizas sufridas a manos de los blancos asistentes y su petición de ayuda a un oficial de policía, quien le dio una patada en la cara mientras estaba en el suelo.
Abu-Jamal frecuentemente hace referencia a la organización MOVE, su fundador John Africa, y la masacre de 11 personas (5 de ellas niños) el 13 de mayo de 1985 por el Departamento de Policía de Filadelfia. Compara esto a la incursión federal de la aplicación de ley en un complejo militante en Waco, que dio lugar a la muerte de personas. También explora el juicio de Rodney King y los sucesivos disturbios en Los Ángeles después de que los oficiales fueran absueltos de una paliza que fue grabada en cinta de vídeo y ampliamente vista. Dijo que creía que con cada uno de los oficiales acusados se violó el derecho constitucional de doble incumplimiento al ser puestos a juicio dos veces por el mismo delito.

## Sinopsis
A través de anécdotas, Live from Death Row detalla el sistema penitenciario. En una sección final adicional titulada "Reflexiones, recuerdos y profecías", Abu-Jamal reflexiona sobre acontecimientos pasados en su vida y conmemora a algunos negros prominentes en América. Se adentra en el supuesto propósito de la prisión, encontrando difícil creer que las "correcciones" y la reinserción sean sus verdaderos objetivos: observa que hay barreras para educar a los reclusos y que los problemas psicológicos son causados por el aislamiento y las visitas sin contacto físico. Sugiere que las prisiones son operadas para "erosionar la humanidad". Describe los procedimientos de los bloques de la fila de la muerte donde el confinamiento solitario de más de veinte horas es compensado con algunas horas de recreo y el ejercicio "afuera" en parcelas cerradas de tierra y conversaciones mínimas con otros reclusos frecuentemente apelando a sus batallas con la ley. Detalla dos suicidios de compañeros presos, una muerte por ahorcamiento y una muerte causada por quemaduras autoinfligidas, el drogar a los internos para tranquilizarlos, incluso a expensas de la salud de una persona epiléptica. Reporta interacciones entre prisioneros "urbanos" y guardias "rurales", en las cuales los prisioneros son objeto de brutales palizas, acoso racial y las violaciones de los derechos humanos después de las insurgencias.
Además de las condiciones carcelarias, debate sobre temas sociales y su relevancia en la cárcel. Expresa su consternación por las sentencias obligatorias de "tres huelgas" y por los políticos que usan consignas de "dureza contra el crimen" como herramienta política, defendiendo el hecho de que Estados Unidos tiene las personas más encarceladas en el mundo. Insiste en la discriminación racial, como se propone en el caso McCleskey v. Kemp, recitando estadísticas sobre la población de condenados a muerte en Estados Unidos en comparación con la población de Estados Unidos según la raza, haciendo hincapié en que los números no son proporcionales. Luego examina los elementos del sistema judicial, creyendo que está sujeto al racismo. Menciona la elección de "pares", a menudo jurados blancos que son pro-muerte, como miembros del jurado y testigos expertos que suprimen o distorsionan evidencias con tal de adaptarse al sistema de justicia penal. También explora el tema de la justicia desigual con ejemplos de oficiales de policía siendo absueltos con pruebas convincentes en su contra y, más a menudo, los guardias reciben un mínimo de sanciones por actitudes inapropiadas contra los presos.
- El grupo de rock político Rage Against the Machine se ha manifestado en apoyo de Abu-Jamal. El cantante Zack De La Rocha ha hablado con el Congreso, condenando el trato que el gobierno de Estados Unidos le ha dado. El guitarrista Tom Morello visitó a Abu-Jamal y lo ha entrevistado.

- El artista político de hip hop Immortal Technique incluyó a Abu-Jamal en su segundo álbum Revolutionary Vol. 2.

- La banda punk Anti-Flag tiene un discurso de Mumia Abu Jamal en la introducción de su canción "The Modern Rome Burning" de su álbum de 2008, The Bright Lights of America. El discurso está en realidad al final de su tema "Vices", que precede a "The Modern Rome Burning".